# Da Vinci (Marskrater)
Da Vinci ist ein Marskrater im Bereich des Oxia-Palus-Gradfeldes auf dem Mars, der von der Internationalen Astronomischen Union im Jahr 1973 nach dem Universalgelehrten Leonardo da Vinci (1452–1519) benannt wurde. Der Durchmesser des Einschlagkraters beträgt 96,3 km. Innerhalb des Einschlagkraters befindet sich ein deutlich kleinerer Einschlagkrater.